# Listă de conducători de stat din 1233
1229 - 1230 - 1231 - 1232 - 1233 - 1234 - 1235 - 1236 - 1237
Aceasta este o listă a conducătorilor de stat din anul 1233:

### Europa
- Ahaia: Geoffroi al II-lea de Villehardouin (principe, între 1228 și 1229-1246)
- Almohazii: Abu Muhammad Abd al-Ualid al II-lea ar-Rașid ibn al-Mamun (emir din dinastia Almohazilor, 1232-1242)
- Anglia: Henric al III-lea (rege din dinastia Plantagenet, 1216-1272)
- Anjou: Carol I (conte din dinastia Capețienilor, 1232-1285; ulterior, rege al Siciliei, 1265-1282; ulterior, principe de Ahaia, 1267/1278-1285; ulterior, rege titular al Ierusalimului, 1277-1285; ulterior, rege al Neapolelui, 1282-1285)
- Aragon: Iacob I Cuceritorul (rege din dinastia de Barcelona, 1213-1276)
- Austria: Frederic al II-lea Războinicul (duce din dinastia Babenberg, 1230-1246)
- Bavaria: Otto al II-lea cel Ilustru (duce din dinastia de Wittelsbach, 1231-1253)
- Bizanț, Imperiul de Niceea: Ioan al III-lea Ducas Vatatzes (împărat din dinastia Lascaris, 1222-1254)
- Bosnia: Matei Ninoslav (ban, 1232-după 1250)
- Bosnia-Herțegovina, statul Zahumlja: Toljen (duce, 1227-1239)
- Brabant: Henric I cel Evlavios (duce, 1190-1235)
- Brandenburg: Johann I (margraf din dinastia Askaniană, 1220-1266) și Otto al III-lea (margraf din dinastia Askaniană, 1220-1267)
- Bretagne: Petru I de Dreux Mauclerc (duce, 1213-1237)
- Bulgaria: Ioan Asan al II-lea (țar din dinastia Asanizilor, 1218-1241)
- Burgundia: Hugues al IV-lea (duce din dinastia Capețiană, 1218-1272)
- Castilia: Ferdinand al III-lea cel Sfânt (rege, 1217-1252; ulterior, rege al Leonului, 1230-1252)
- Cehia: Vaclav I (rege din dinastia Premysl, 1230-1253)
- Champagne: Thibaud al IV-lea Postumul sau cel Mare (conte din casa de Blois-Champagne, 1201-1253; ulterior, rege al Navarrei, 1234-1253)
- Cipru: Henric I (rege din dinastia de Lusignan, 1218-1253)
- Constantinopol: Balduin al II-lea (împărat, 1228/1240-1261) și Jean de Brienne (împărat, 1231-1237; anterior, rege al Ierusalimului, 1210-1212/1225)
- Danemarca: Valdemar al II-lea Victoriosul (rege din dinastia Valdemar, 1202-1241)
- Epir: Mihail al II-lea Anghelos Ducas (despot din dinastia Anghelos, cca. 1232-1271)
- Flandra: Ioana de Constantinopol (contesă din dinastia de Hainaut, 1205-1244; totodată, contesă de Hainaut, 1205-1244) și Ferrand (conte din dinastia de Portugalia, 1212-1233; totodată, conte de Hainaut, 1212-1233)
- Franța: Ludovic al IX-lea cel Sfânt (rege din dinastia Capețiană, 1226-1270)
- Germania: Frederic al II-lea (rege din dinastia de Hohenstaufen, 1212-1250; anterior, rege al Siciliei, 1197-1250; ulterior, împărat occidental, 1220-1250; ulterior, rege al Ierusalimului, 1225/1229-1243)
- Gruzia: Rusudan (regină din dinastia Bagratizilor, 1222-1245)
- Hainaut: Ioana de Constantinopol (contesă din casa de Flandra, 1205-1244; totodată, contesă de Flandra, 1205-1244) și Ferrand (conte din dinastia de Portugalia, 1212-1233; totodată, conte de Flandra, 1212-1233)
- Halici-Volânia: Daniil Romanovici (cneaz, 1205-1206/1207, 1211-1212/1213, 1214-1215, 1216, cca. 1219-1226/1227, 1229-1264)
- Imperiul occidental: Frederic al II-lea (împărat din dinastia Hohenstaufen, 1220-1250; totodată, rege al Siciliei, 1197-1250; totodată, rege al Germaniei, 1212-1250; ulterior, rege al Ierusalimului, 1225/1229-1243)
- Istria: Otto I (margraf din casa de Andechs, 1228-1234; totodată, duce de Merania, 1204-1234; totodată, margraf de Carniola, 1228-1234; totodată, conte palatin de Burgundia, 1208-1231)
- Kiev: Vladimir al III-lea Rurikovici (mare cneaz din dinastia Rurikizilor, 1223-1235)
- Leon: Ferdinand (1230-1252; anterior, rege al Castiliei, 1217-1252)
- Lorena Superioară: Mathieu al II-lea (duce din casa Lorena-Alsacia, 1220-1250)
- Luxemburg: Ermesinde (contesă, 1198-1247)
- Mazovia și Kujawya: Konrad I (cneaz din dinastia Piasti, 1202-1247)
- Merania: Otto I (duce din casa de Andechs, 1204-1234; ulterior, conte palatin de Burgundia, 1208-1231; ulterior, margraf de Istria, 1228-1234; ulterior, margraf de Carniola, 1228-1234)
- Montferrat: Bonifaciu al II-lea (marchiz din casa lui Aleramo, 1225-1253)
- Nasrizii: Abu Abdallah Muhammad I al-Ghalib bi-llah ibn Iusuf ibn Nasr (emir din dinastia Nasrizilor, 1232-1273)
- Navarra: Sancho al VII-lea cel Puternic (rege, 1194-1234)
- Norvegia: Haakon al IV-lea Haakonsson cel Bătrân (rege, 1217-1263)
- Olanda: Floris al IV-lea (conte, 1222-1234)
- Ordinul teutonic: Hermann von Salza (mare maestru, 1210-1239)
- Polonia Mare: Vladislav Odonic (cneaz din dinastia Piasti, 1229-1239)
- Polonia Mică: Boleslaw al V-lea cel Sfios (cneaz din dinastia Piasti, 1227/1243-1279) și Henric I cel Bărbos (cneaz, 1232-1238)
- Portugalia: Sancho al II-lea (rege din dinastia de Burgundia, 1223-1248)
- Savoia: Thomas I (conte, 1189-1233) și Amedeo al IV-lea (conte, 1233-1253)
- Saxonia: Albrecht I (duce din dinastia Askaniană, 1212-1260)
- Saxonia: Henric al III-lea cel Ilustru (margraf din dinastia de Wettin, 1221-1288)
- Scoția: Alexandru al II-lea (rege, 1214-1249)
- Serbia: Ștefan Radoslav (rege din dinastia Nemanja, 1228?-1234)
- Sicilia: Frederic I (rege din dinastia de Hohenstafen, 1197-1250; ulterior, rege al Germaniei, 1212-1250; ulterior, împărat occidental, 1220-1250; ulterior, rege al Ierusalimului, 1225/1229-1243)
- Spoleto: Conrad Guiscard de Urslingen (duce, 1227-1267)
- Statul papal: Grigore al IX-lea (papă, 1227-1241)
- Suedia: Knut Holmgersson cel Lung (rege din dinastia Sverker, 1229-1234)
- Toulouse: Raimond al VII-lea (conte, 1222-1249)
- Transilvania: Dionysius (voievod, 1233-1234)
- Ungaria: Andrei al II-lea (rege din dinastia Arpadiană, 1205-1235)
- Veneția: Jacopo Tiepolo (doge, 1229-1249)
- Verona: Herman al V-lea (margraf din casa de Baden, 1190-1243; totodată, margraf de Baden, 1190-1243) și Ezzelino da Romano (margraf, 1223-1233)
- Vladimir-Suzdal: Iuri al II-lea Vsevolodovici (mare cneaz, 1212-1216, 1218-1238)

## Africa
- Almohazii: Abu Muhammad Abd al-Ualid al II-lea ar-Rașid ibn al-Mamun (emir din dinastia Almohazilor, 1232-1242)
- Ayyubizii din Egipt: al-Malik al-Kamil I Nasr ad-Din Abu'l-Maali Muhammad ibn al-Adil (I) (sultan din dinastia Ayyubizilor, 1218-1238; ulterior, sultan în Damasc, 1238)
- Benin: Eweka I (obba, cca. 1200-?) (?) și Uwakhuahen (obba, ?-?) (?)
- Hafsizii: Abu Zakariyya Iahia I ibn Abd al-Ualid (emir din dinastia Hafsizilor, 1228-1249)
- Kanem-Bornu: Kadai (Abd al-Kadim) (sultan, cca. 1224-cca. 1242)
- Mali: Sun (Mari) Dyata (Leul) (rege din dinastia Keyta, cca. 1230-cca. 1255)
- Marinizii: Abu Said Usman I ibn Abd al-Hakk (conducător din dinastia Marinizilor, 1217-1240)

## Asia

### Orientul Apropiat
- Antiohia: Bohemond al IV-lea cel Chior (principe, 1201-1216, 1219-1233) și Bohemond al V-lea (principe, 1233-1252)
- Armenia Mică: Hetum I (rege din dinastia Hetumizilor, 1226-1269)
- Ayyubizii din Alep: al-Malik al-Aziz al II-lea Ghias ad-Din Abu'l-Muzaffar Muhammad ibn az-Zahir (sultan din dinastia Ayyubizilor, 1216-1236)
- Ayyubizii din Damasc: al-Malik al-Așraf I al-Muzaffar ad-Din Abu'l-Fath Musa ibn al-Adil (sultan din dinastia Ayyubizilor, 1229-1237; anterior, sultan în Mayyafarikin și Djabal Sindjar, 1210-1220)
- Ayyubizii din Egipt: al-Malik al-Kamil I Nasr ad-Din Abu'l-Maali Muhammad ibn al-Adil (I) (sultan din dinastia Ayyubizilor, 1218-1238; ulterior, sultan în Damasc, 1238)
- Ayyubizii din Hisn Kaifa și Amid: al-Malik as-Salih Nadjm ad-Din Ayyub ibn al-Kamil (I) (sultan din dinastia Ayyubizilor, 1232-1239; ulterior, sultan în Damasc, 1239; ulterior, sultan în Egipt, 1240-1249)
- Bizanț, Imperiul de Niceea: Ioan al III-lea Ducas Vatatzes (împărat din dinastia Lascaris, 1222-1254)
- Bizanț, Imperiul de Trapezunt: Andronic I (împărat din dinastia Marilor Comneni, 1222-1235)
- Califatul abbasid: Abu Djafar al-Mansur al-Mustansir ibn az-Zahir (calif din dinastia Abbasizilor, 1226-1242)
- Cipru: Henric I (rege din dinastia de Lusignan, 1218-1253)
- Constantinopol: Balduin al II-lea (împărat, 1228/1240-1261) și Jean de Brienne (împărat, 1231-1237; anterior, rege al Ierusalimului, 1210-1212/1225)
- Ierusalim: Frederic (rege din dinastia de Hohenstaufen, 1225/1229-1243; totodată, rege al Siciliei, 1197-1250; totodată, rege al Germaniei, 1212-1250; totodată, împărat occidental, 1220-1250) și Conrad I (rege din dinastia de Hohenstaufen, 1228/1243-1254; ulterior, rege al Germaniei, 1237/1250-1254; ulterior, rege al Siciliei, 1250/1251-1254)
- Selgiucizii din Konya: Ala ad-Din Kai-Kubad I ibn Kai-Khusrau (sultan din dinastia Selgiucizilor, 1219-1237)

### Orientul Îndepărtat
- Birmania, statul Arakan: Nga Nathin (rege din a doua dinastie de Pyinsa, 1232-1234)
- Birmania, statul Pagan: Htilominlo (rege din dinastia Constructorilor de Temple, 1210-1234)
- Cambodgea, Imperiul Kambujadesa (Angkor): Indravarman al II-lea (împărat din dinastia Mahidharapura, 1215-1243)
- Cambodgea, statul Tjampa: Jaya Paramesvaravarman al II-lea (rege din cea de a unsprezecea dinastie, 1220-cca. 1254)
- China: Lizong (împărat din dinastia Song de sud, 1225-1264)
- China: Taizong (Ogodai) (împărat din dinastia Yuan, 1229-1241)
- China, Imperiul Jurchenilor: Aizong (împărat din dinastia Jin, 1224-1234)
- Ciaghataizii: Ciaghatai Han (han, 1227-1241)
- Coreea, statul Koryo: Kojong (Wang Ch'ol) (rege din dinastia Wang, 1214-1259)
- India, statul Chola: Rajaraja al III-lea (rege, 1216-1246)
- India, statul Delhi: Șams ad-Din al-Kutbi Iletmiș (sultan din dinastia Muizzilor, 1211-1236)
- India, statul Hoysala: Narasimhadeva al II-lea (rege, 1220-1238) și Someșvara (rege, 1233-1254/1267)
- Japonia: Sijo (împărat, 1232-1242), Yoritsune (shogun din familia Fujiwara, 1226-1244) și Yasutoki (regent din familia Hojo, 1224-1242)
- Kashmir: Rajadeva (rege din dinastia Vopyadeva, 1213-1236)
- Mongolii: Ogodai (mare han, 1227-1241)
- Nepal, în Patan: Abhayamalla (rege din dinastia Malla, cca. 1216-1255)
- Sri Lanka: Magha (Kalinga Vijayabahu) (urzurpator, 1213/1214-1234/1235) și Parakkamabahu al III-lea (Kalikala Sahitya Sarvajna Pandita) (rege din dinastia Silakala, 1225/1236-1269/1271)
- Sri Lanka, statul Jaffna: Kalinga Segarajasekaran I (rege, 1215-1240)
- Vietnam, statul Dai Viet: Tran Thai-tong (Tran Canh) (rege din dinastia Tran timpurie, 1225-1258)